# Gérald Toto
Pour les articles homonymes, voir Toto.
 (novembre 2017).
Si vous disposez d'ouvrages ou d'articles de référence ou si vous connaissez des sites web de qualité traitant du thème abordé ici, merci de compléter l'article en donnant les références utiles à sa vérifiabilité et en les liant à la section « Notes et références ».
Gérald Toto, né à Saint-Cloud en 1967, est un auteur-compositeur-interprète français.

## Biographie
Gérald Toto a passé son enfance à Saint-Cloud. Passionné par la musique depuis son plus jeune âge, il s'est dans un premier temps intéressé à la musique afro-cubaine, haïtienne, afro-américaine jamaïcaine et africaine, avant de se prendre de passion pour la musique folk avec des artistes tels que Simon and Garfunkel ou encore Neil Young. Il compte parmi ses modèles Marvin Gaye, Bobby McFerrin et Bob Marley. Il apprécie également le jazz et plus particulièrement la musique de Stanley Clark, Marcus Miller, Ron Carter. À dix ans, il s'initie à la guitare classique, et à 14 ans, il découvre la basse et crée un groupe avec ses amis du lycée.
En seconde année de droit privé à l'université, il décide d'arrêter ses études pour se consacrer à la musique.

### Carrière
Après avoir évolué au cœur de la scène parisienne au milieu des années 1990, il prend une autre direction et se penche en tant que compositeur et directeur artistique sur le premier album de Faudel.
En février 1998, il sort son premier album solo, Les premiers jours, dans lequel il affirme son style à la rencontre entre la musique cadienne et la musique de Daniel Lanois.
Il va par la suite faire la connaissance de Richard Bona et Lokua Kanza avec lesquels il va réaliser son second album, Toto Bona Lokua, en 2004. Le trio se retrouve en 2017 pour l'album Bondeko.
En 2006, il revient avec l'album Kitchenette, et participe au projet Nouvelle Vague - Bande à part où il interprète les titres Don't Go, Heart of Glass, Israël et Moody.
Il sort en 2011 son troisième album, Spring Fruits.
Après Bondeko qu'il édite en 2017 avec Richard Bona et Lokua Kanza au sein du trio Toto Bona Lokua, il sort un disque solo, Sway.

## Discographie

### Les Premiers Jours(1998)
1. Les Premiers Jours
2. Y’en a qui
3. Mademoiselle
4. Bonne nuit
5. Libellules
6. Le vrai sauvage
7. If 6 was 9
8. Une scène d’amitié
9. Et si
10. Je nous aime
11. L’éléphant
12. Ta peau me manque
13. La mélopée

### Toto Bona Lokua(2005)
1. Ghana Blues (Richard Bona)
2. Kwalelo (Richard Bona)
3. Lamuka (Lokua Kanza)
4. L’endormie (Gérald Toto)
5. Flutes (Gérald Toto)
6. The front (Richard Bona)
7. Na ye (Lokua Kanza)
8. Help me (Gérald Toto)
9. Stesuff (Lokua Kanza)
10. Where i came from (Gérald Toto)
11. Seven beats (Richard Bona)
12. Lisanga (Lokua Kanza)

### Kitchenette(2006)
1. Par temps calme (Gérald Toto)
2. Tes dessous (Gérald Toto / Gérald Toto - Mike Clinton - Jérôme Boirivant)
3. Isabelle in love & pain (Gérald Toto / Gérald Toto - Paul Borg)
4. En rose ou violet (Gérald Toto)
5. Mamie Chatrou (Gérald Toto)
6. Les copines (Gérald Toto)
7. Buisson dormant (Gérald Toto)
8. No man’s land (Gérald Toto)
9. L’eau martienne (Gérald Toto / Gérald Toto - Paul Borg)
10. J’fais (Gérald Toto)
11. Au cas où (Gérald Toto)
12. Tears at the end (David Parker / Gérald Toto)
13. Secrets culinaires (Gérald Toto)

### Spring Fruits(2011)
Avec Alice Orpheus, Janice Leca, Mike Pelanconi, Patrick Goraguer
1. Chocolate Cake (4:19)
2. Freedom (4:30)
3. My Child (4:42)
4. Killing Time (4:40)
5. Dive (3:13)
6. I Easily Get Lost	(3:45)
7. On Your Own (2:39)
8. It's A Need (3:31)
9. Mister Postman (3:10)
10. Black Mary (3:21)
11. I Have To Admit It (2:21)
12. No Words (4:01)